# 苫小牧郵便局
苫小牧郵便局（とまこまいゆうびんきょく）とは、北海道苫小牧市にある郵便局である。民営化前の分類では集配普通郵便局であった。

## 概要
住所：〒053-8799 北海道苫小牧市若草町4-2-8

## 沿革
- 1873年（明治6年） - 苫小牧郵便取扱所として開設[1]。
- 1875年（明治8年）1月1日 - 苫小牧郵便局（五等）となる。
- 1880年（明治13年） - 為替取扱を開始。
- 1888年（明治21年）7月1日 - 貯金取扱を開始。
- 1891年（明治24年）6月1日 - 苫小牧郵便電信局となる。
- 1903年（明治36年）4月1日 - 通信官署官制の施行に伴い苫小牧郵便局となる。
- 1958年（昭和33年）7月11日 - 電話通話および和文電報受付事務の取扱を開始[2]。
- 1965年（昭和40年）11月21日 - 苫小牧市本町から、同市旭町に局舎を新築、移転[3]。
- 1967年（昭和42年）2月1日 - 電話通話および和文電報受付事務の取扱を廃止。
- 1980年（昭和55年）11月3日 - 苫小牧市旭町三丁目から、同市若草町四丁目に局舎を新築、移転。同日、和文電報受付および電話通話事務の取扱を開始。
- 1992年（平成4年）8月3日 - 外国通貨の両替および旅行小切手の売買に関する業務取扱を開始。
- 2006年（平成18年）9月19日 - 錦岡郵便局（〒059-1299→〒059-1263）および沼ノ端郵便局（〒059-1399→〒059-1364）から集配業務を移管[4]。
- 2007年（平成19年）
  - 6月11日 - 旭川東郵便局から沙流郡日高町のうち、旧・日高町であった区域（〒079-23xx→〒055-23xx）の地域区分局の業務が移管される。
  - 10月1日 - 民営化に伴い、併設された郵便事業苫小牧支店に一部業務を移管。
  - 11月1日 - 日高集配センター（沙流郡日高町）の統括を、郵便事業富良野支店から苫小牧支店に移管。
- 2012年（平成24年）10月1日 - 日本郵便株式会社の発足に伴い、郵便事業苫小牧支店を苫小牧郵便局に統合。

## 取扱内容
- 郵便、印紙、ゆうパック、内容証明
- 貯金、為替、振替、振込、国際送金、外貨両替、国債、投資信託
- 生命保険、バイク自賠責保険、自動車保険、変額年金保険
- 地方公共団体事務（苫小牧市バスカードの販売）
- ゆうちょ銀行ATM
- 郵便番号の上2桁が05の地域（おおむね、北海道胆振総合振興局管内（ただし、豊浦町・洞爺湖町の全域、伊達市大滝区・壮瞥町の各一部地域を除く）・日高振興局管内のほぼ全域）あての郵便物を配達局ごとに区分する業務（地域区分局）
- 丸山（〒066-0271）を除く苫小牧市内（〒053-00xx、053-08xx、059-12xx、059-13xx）の集配業務
- ゆうゆう窓口

## 周辺
- 苫小牧市役所
- 苫小牧市総合体育館
- 苫小牧市白鳥アリーナ
- 王子総合病院
- 国道36号

## アクセス
- JR室蘭本線・日高本線 苫小牧駅から徒歩約9分
- 道南バス（旧苫小牧市営バス） 王子総合病院前停留所下車
- 道央自動車道 苫小牧西ICから東へ約11km、
- 道央自動車道苫小牧東IC経由、日高自動車道 沼ノ端西ICから南西へ約10.5km
- 駐車場あり：18台